# Chris Cariaso
 (avril 2019).
Si vous disposez d'ouvrages ou d'articles de référence ou si vous connaissez des sites web de qualité traitant du thème abordé ici, merci de compléter l'article en donnant les références utiles à sa vérifiabilité et en les liant à la section « Notes et références ».
Chris Vincent Cariaso, né le 27 mai 1981 à San José en Californie, est un pratiquant professionnel de MMA américain. Il combat actuellement à l'Ultimate Fighting Championship dans la division poids mouches.

## Palmarès en MMA
| 25 combats     | 17 victoires | 8 défaites |
| Par KO         | 3            | 1          |
| Par soumission | 2            | 3          |
| Sur décision   | 12           | 4          |

| Résultat | Record | Adversaire         | Méthode                       | Événement                            | Date              | Round | Temps | Lieu                                   | Notes                                    |
| -------- | ------ | ------------------ | ----------------------------- | ------------------------------------ | ----------------- | ----- | ----- | -------------------------------------- | ---------------------------------------- |
| Défaite  | 17-8   | Sergio Pettis      | Décision unanime              | UFC 192: Cormier vs. Gustafsson      | 3 octobre 2015    | 3     | 5:00  | Houston, Texas, États-Unis             |                                          |
| Défaite  | 17-7   | Henry Cejudo       | Décision unanime              | UFC 185: Pettis vs. dos Anjos        | 14 mars 2015      | 3     | 5:00  | Dallas, Texas, États-Unis              |                                          |
| Défaite  | 17-6   | Demetrious Johnson | Soumission (kimura)           | UFC 178: Johnson vs Cariaso          | 27 septembre 2014 | 2     | 2:29  | Las Vegas, Nevada, États-Unis          | Pour le titre des poids mouches de l'UFC |
| Victoire | 17-5   | Louis Smolka       | Décision partagée             | UFC Fight Night: Brown vs. Silva     | 10 mai 2014       | 3     | 5:00  | Cincinnati, Ohio, États-Unis           |                                          |
| Victoire | 16-5   | Danny Martinez     | Décision unanime              | UFC 169: Barao vs. Faber II          | 1er février 2014  | 3     | 5:00  | Newark, New Jersey, États-Unis         |                                          |
| Victoire | 15-5   | Iliarde Santos     | TKO (poings)                  | UFC Fight Night: Maia vs. Shields    | 9 octobre 2013    | 2     | 4:31  | Barueri, Brésil                        |                                          |
| Défaite  | 14-5   | Jussier Formiga    | Décision unanime              | UFC on FX: Belfort vs. Rockhold      | 18 mai 2013       | 3     | 5:00  | Jaraguá do Sul, Santa Catarina, Brésil |                                          |
| Défaite  | 14-4   | John Moraga        | Soumission (guillotine choke) | UFC 155: dos Santos vs. Velasquez II | 29 décembre 2012  | 3     | 1:11  | Las Vegas, Nevada, États-Unis          |                                          |
| Victoire | 14-3   | Josh Ferguson      | Décision unanime              | UFC on Fuel TV: Muñoz vs. Weidman    | 11 juillet 2012   | 3     | 5:00  | San José, Californie, États-Unis       | Début en poids mouches                   |
| Victoire | 13-3   | Takeya Mizugaki    | Décision unanime              | UFC 144: Edgar vs. Henderson         | 26 février 2012   | 3     | 5:00  | Saitama, Japon                         |                                          |
| Victoire | 12-3   | Vaughan Lee        | Décision partagée             | UFC 138: Leben vs. Muñoz             | 5 novembre 2011   | 3     | 5:00  | Birmingham, Angleterre, Royaume-Uni    |                                          |
| Défaite  | 11-3   | Michael McDonald   | Décision partagée             | UFC 130: Rampage vs. Hamill          | 28 mai 2011       | 3     | 5:00  | Las Vegas, Nevada, États-Unis          |                                          |
| Victoire | 11-2   | Will Campuzano     | Décision unanime              | UFC: Fight for the Troops 2          | 22 janvier 2011   | 3     | 5:00  | Fort Hood, Texas, États-Unis           |                                          |
| Défaite  | 10-2   | Renan Barão        | Soumission (rear-naked choke) | WEC 53: Henderson vs. Pettis         | 16 décembre 2010  | 1     | 3:47  | Glendale, Arizona, États-Unis          |                                          |
| Victoire | 10-1   | Rafael Rebello     | Décision unanime              | WEC 49: Varner vs. Shalorus          | 20 juin 2010      | 3     | 5:00  | Edmonton, Alberta, Canada              |                                          |
| Victoire | 9-1    | Rolando Velasco    | TKO (poings)                  | LTD: Rumble in Richmond              | 24 octobre 2009   | 2     | 3:17  | Richmond, Californie, États-Unis       |                                          |
| Victoire | 8-1    | Alvin Cacdac       | Soumission (rear-naked choke) | WCSC: The Awakening                  | 30 mai 2009       | 1     | 3:56  | San Francisco, Californie, États-Unis  |                                          |
| Victoire | 7-1    | Anthony Figueroa   | Soumission (rear-naked choke) | Strikeforce: Melendez vs. Thomson    | 17 juin 2008      | 2     | 4:34  | San José, Californie, États-Unis       |                                          |
| Défaite  | 6-1    | Mark Oshiro        | TKO (poings)                  | ShoXC 6                              | 21 mars 2008      | 1     | 2:38  | Santa Ynez, Californie, États-Unis     |                                          |
| Victoire | 6-0    | Rick McCorkell     | Décision unanime              | ShoXC 3                              | 26 octobre 2007   | 3     | 5:00  | Santa Ynez, Californie, États-Unis     |                                          |
| Victoire | 5-0    | Anthony Figueroa   | Décision unanime              | Strikeforce: Shamrock vs. Baroni     | 22 juin 2007      | 3     | 3:00  | San José, Californie, États-Unis       |                                          |
| Victoire | 4-0    | David Barrios      | KO (head kick)                | Deep 25                              | 12 mai 2007       | 2     | N/A   | Santa Rosa, Californie, États-Unis     |                                          |
| Victoire | 3-0    | Andrew Valladerez  | Décision unanime              | Strikeforce: Young Guns              | 10 février 2007   | 1     | 4:28  | San José, Californie, États-Unis       |                                          |
| Victoire | 2-0    | Walt Hugues        | Décision unanime              | Warrior Cup 1                        | 12 août 2006      | 3     | 5:00  | Stockton, Californie, États-Unis       |                                          |
| Victoire | 1-0    | Ralph Alvarado     | ICFO 1: Stockton              | Décision unanime                     | 13 mai 2006       | 3     | 5:00  | Stockton, Californie, États-Unis       |                                          |